# Mirosławiec Górny
Mirosławiec Górny – osada w Polsce położona w województwie zachodniopomorskim, w powiecie wałeckim, w gminie Mirosławiec. 
W latach 1975–1998 miejscowość administracyjnie należała do ówczesnego województwa pilskiego.
Do 2003 roku osada nazywała się Mirosławiec.
Z dniem 1 stycznia 2017 roku część miejscowości została włączona do Mirosławca.